# Xuzhou
34°16′N 117°10′Ø / 34.267°N 117.167°Ø
Xuzhou (徐州; pinyin: Xúzhōu; Wade-Giles: Süchow) er en by på præfekturniveau i provinsen Jiangsu i den østlige del af Kina. Præfekturet har et areal på 11.258 km2 og en befolkning på 9.409.500 mennesker, hvoraf 
1.829.300 bor i selve byen (2007). 
Kejserkanalen løber gennem Xuzhou.

## Administrative enheder
Bypræfekturet Xuzhou administrerer 5 distrikter, 2 byamter og 4 amterr.
- Yunlong distrikt (云龙区)
- Gulou distrikt (鼓楼区)
- Jiuli distrikt (九里区)
- Jiawang distrikt (贾汪区)
- Quanshan distrikt (泉山区)
- Pizhou byamt (邳州市)
- Xinyi byamt(新沂市)
- Tongshan amt (铜山县)
- Suining amt (睢宁县)
- Pei amt (沛县)
- Feng amt (丰县)

## Historie
Arkæologiske fund viser at byens historie går tilbage til anden del af Shang-dynastiet (Yin-tiden). Den hed tidligere Pengcheng.
Under vår- og høstannalernes tid var den snarere en samling af små fiske- og landbrugsbyer og -landsbyer, i grænseområderne mellem staterne Chu, Wu og Qi. Under de stridende rigers tid var den klart kommet ind under Chus kulturelle og administrative sfære. 
Liu Bang blev født i amtet Pei. Han blev kejser Gaozu af Han-dynastiet, som en af de få kinesiske kejsere som stammet fra bondestanden. 
Xuzhouregionen blev kaldt Huaiyang under Zhou-dynastiet da floden Huai He strømmer gennem området. Staten Chu gjorde dette til sit tyngdepunkt efter at Qinhæren erobret dens gamle hovedstad Ying i det moderne Jingzhou i Hubei. 
Efter at den Gule Flod begyndte at ændre sit løb under Song-dynastiet, da kraftig sedimentering af flodens nedre løb tvang den over i den nedre del af Huai Heflodens leje, blev området mere og mere brak efter gentagne oversvømmelser som forringede næringsindholdet i landbrugsjorden og gjorde den mere salt. 
I dette område fandt de sidste afgørende kampe under den kinesiske borgerkrig sted (Huaihaikampagnen, 1948-49).

## Kulturminder
Xuzhous museum er kendt for fine lerfigurer fra Han-dynastiets tid, og kostelige jadegenstande. Her er jade-ligklæderne til prins Liu Sheng (155-113 f.Kr.) og prinsesse Dou Wan. De blev fundet i 1968 i Han-gravene i Mancheng.

## Trafik
Foruden sin århundredlange position ved Kejserkanalen er Xuzhou et trafikknudepunkt med krydsende motorveje og jernbanelinjer mod Henan, Shanghai, Shandong og Lianyungang. 

### Jernbane
To travle jernbanelinjer krydser her: Jinghubanen som løber fra Beijing til Shanghai via blandt andet Tianjin, Jinan, Nanjing og Suzhou, og desuden Longhaibanen, Kinas vigtigste jernbanelinje i øst-vestlig-retning, som løber fra Lianyungang til Lanzhou via blandt andet Kaifeng, Zhengzhou, Luoyang og Xi'an.

### Vej
Kinas rigsvej 104 løber gennem området. Den begynder i Beijing, løber mod syd via Dezhou, Jinan, Xuzhou, Nanjing, Hangzhou, Wenzhou og ender i Fuzhou.
Kinas rigsvej 206 løber fra kystbyen Yantai til kystbyen Shantou i provinsen Guangdong. Den løber gennem provinsene Shandong, Jiangsu, Anhui, Jiangxi og til slutt Guangdong.
Kinas rigsvej 310 går gennem området. Denne vigtige trafikkåre begynder i Lianyungang i Jiangsu, går vestover og ender i Tianshui i provinsen Gansu. Den passerer større byer som Xuzhou, Shangqiu, Kaifeng, Zhengzhou, Luoyang og Xi'an.
Kinas rigsvej 311 begynder i Xuzhou, løber gennem provinsen Anhui og videre ind i Henan hvor den ender i amtet Xixia.